# Benningen am Neckar

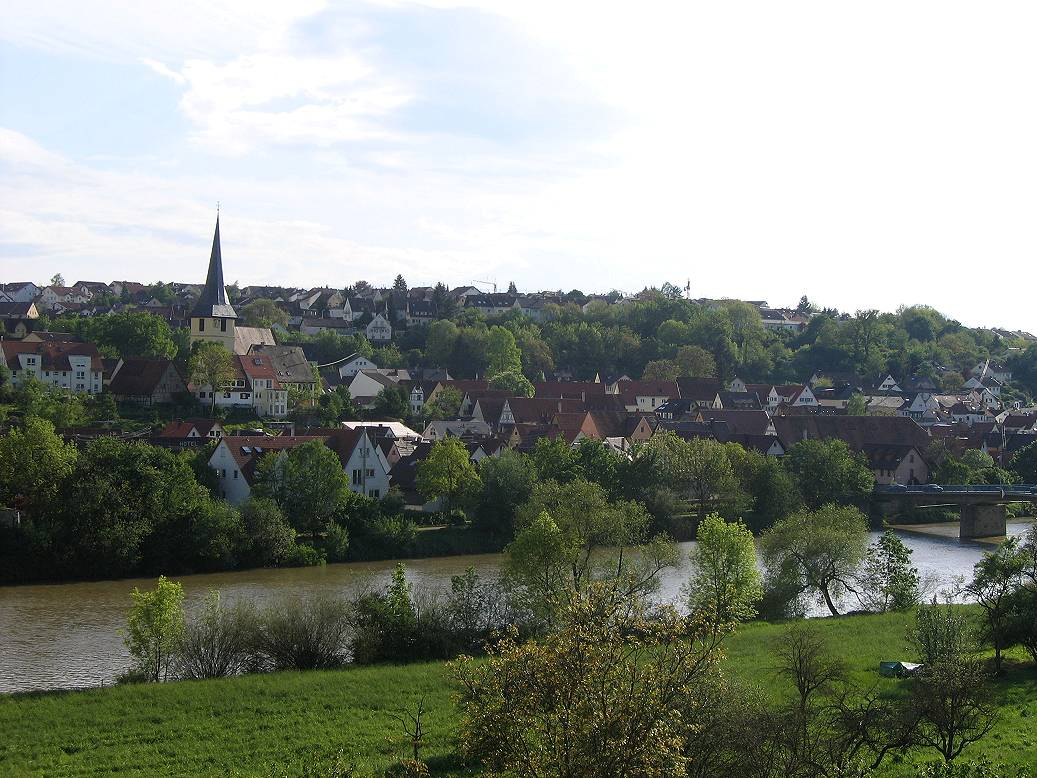
Benningen am Neckar

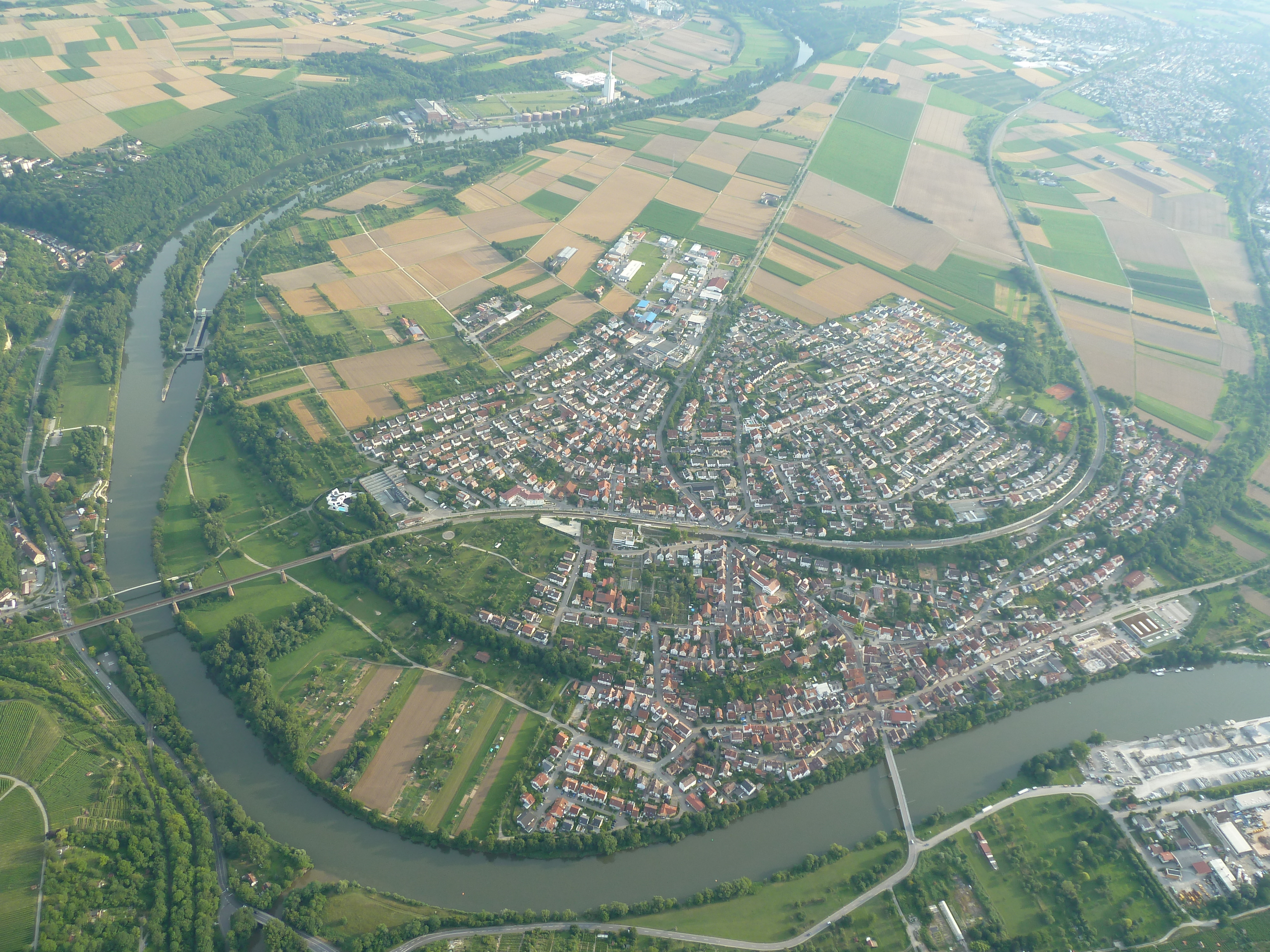
Benningen am Neckar

Benningen am Neckar ist eine Gemeinde im Landkreis Ludwigsburg in Baden-Württemberg. Sie liegt etwa 20 Kilometer nördlich von Stuttgart. Zur Gemeinde gehören außer dem Dorf Benningen am Neckar keine weiteren Orte.

## Geographie

### Geographische Lage
Benningen liegt in einer nach Westen geöffneten Schleife des Neckars gegenüber der Einmündung der Murr. Der Ortskern liegt am Neckar selbst, während sich die Neubaugebiete am Gleithang des Neckartals hinaufziehen. Im Norden gehört ein schmaler Gebietsstreifen jenseits am rechten Neckarufer und -hang zur Gemeinde. Dort wird auf einem Steilhang Weinbau betrieben, der in früheren Zeiten zur wirtschaftlichen Grundlage des Ortes gehörte.

### Gemeindegliederung
Außer dem Dorf Benningen gibt es keine weiteren Ortsteile.

### Nachbargemeinden
Benachbart sind die Gemeinden Pleidelsheim im Nordwesten, Murr im Nordosten, die Städte Marbach am Neckar im Osten und Süden Ludwigsburg im Südwesten sowie Freiberg am Neckar im Westen, die alle im Landkreis Ludwigsburg liegen.

### Flächenaufteilung
Nach Daten des Statistischen Landesamtes, Stand 2014.

### Historische Geographie
Im Gemeindegebiet von Benningen am Neckar liegt die abgegangene Ortschaft Dudelingen.

## Geschichte

### Frühe Geschichte
Um 85 n. Chr. wurde der Neckar zur Grenze des Römischen Reichs. Zur Sicherung der Grenze errichteten die Römer den sogenannten Neckar-Odenwald-Limes, zu dem ein Kastell am Südostrand des heutigen Dorfs gehörte. Bei der Wahl des Standorts spielte vermutlich die strategische Lage gegenüber der Murrmündung eine Rolle. Um 150 n. Chr. wurde die Grenze und mit ihr die Besatzung des Kastells nach Osten in Richtung Murrhardt verlegt, eine zivile Ansiedlung blieb jedoch bestehen.
Um 260 n. Chr. verdrängten die Alemannen die Römer und ließen sich in der Gegend nieder. Der Name Benningen leitet sich vermutlich vom Namen des Sippenführers ab, der Bunno geheißen haben könnte.

### Mittelalter
779 wurde der Ort erstmals urkundlich als Bunninga erwähnt, als das Kloster Fulda  dort Besitz erhielt. Weitere Grundbesitzer waren das Kloster Lorsch und das Hochstift Speyer. Im Jahr 1351 und endgültig 1497 kam der Ort an Württemberg und gehörte zum Amt Marbach.

### Frühe Neuzeit
Im Jahr 1579 entdeckte Simon Studion, der Schulvorsteher der Lateinschule im benachbarten Marbach, römische Überreste und führte Ausgrabungen durch. Systematische archäologische Ausgrabungen des Römerkastells Benningen wurden nach der Erkenntnis seiner militärischen Bedeutung durch General Eduard von Kallee ab dem 19. Jahrhundert vorgenommen. Fundstücke sind heute rund um das neue Rathaus ausgestellt, im Rathaus selbst ist ein Römermuseum eingerichtet.
Im Jahr 1618 wurde bei Benningen eine Brücke über den Neckar erbaut. Diese wurde von 1785 bis 1787 durch eine neue, überdachte Brücke ersetzt. Diese wiederum wurde 1945 durch Sprengung stark beschädigt und in den 1950ern durch die heutige Brücke ersetzt.
Während des Dreißigjährigen Krieges wütete in Benningen die Pest. Beim Franzoseneinfall 1693, bei dem Marbach in Brand gesetzt wurde, erlitt auch Benningen große Schäden. Die Errichtung von Schloss und Stadt Ludwigsburg bedeutete zusätzliche Belastungen etwa durch Frondienste und Einquartierungen. Das Dorf erholte sich von all diesen Belastungen nur langsam, und so wanderten im 18. und 19. Jahrhundert viele Benninger nach Amerika aus. Ab 1718 entwickelte sich die neu gegründete Stadt Ludwigsburg zum neuen Mittelpunkt der Region, und so wurde Benningen 1762 in das Oberamt Ludwigsburg umgegliedert. Diese Zuordnung blieb auch nach der 1806 erfolgten Gründung des Königreichs Württemberg bestehen.

### Ab dem 19. Jahrhundert
1879 erhielt das Dorf durch die Murrtalbahn Anschluss an das Streckennetz der Württembergischen Staatseisenbahnen. 1881 folgte auch eine Eisenbahnverbindung nach Ludwigsburg. Durch den Bahnanschluss wandelte sich das Dorf zu einer Arbeitergemeinde, und ein wirtschaftlicher Aufschwung setzte ein.
Die Verwaltungsreform während der NS-Zeit in Württemberg führte 1938 zur Zugehörigkeit zum Landkreis Ludwigsburg. 1945 wurde der Ort Teil der Amerikanischen Besatzungszone und gehörte somit zum neu gegründeten Land Württemberg-Baden, das 1952 im jetzigen Bundesland Baden-Württemberg aufging.
Am 10. August 1964 erhielt der Gemeindename den Zusatz „am Neckar“. Bei der Gemeindereform in den 1970er Jahren blieb Benningen selbständig, gehört seitdem jedoch dem Gemeindeverwaltungsverband Marbach am Neckar an. Durch die verkehrsgünstige Lage entwickelte sich Benningen zu einem beliebten Wohnort; zwischen 1970 und 1994 stieg die Bevölkerungszahl um 34 %.
Am 18. Dezember 2006 brannte der Dachstuhl der als Gemeindehaus genutzten "Alten Kelter" teilweise aus. An dem historischen Gebäude entstand ein Sachschaden von 700.000 Euro.

### Einwohnerentwicklung
Die Einwohnerzahlen nach dem jeweiligen Gebietsstand sind Schätzungen, Volkszählungsergebnisse (¹) oder amtliche Fortschreibungen des Statistischen Landesamtes Baden-Württemberg (nur Hauptwohnsitze).
| Jahr                 | Einwohner |
| -------------------- | --------- |
| 1680                 | 60        |
| 1859                 | 1.000     |
| 1. Dezember 1871 1   | 884       |
| 1. Dezember 1880 1   | 1.005     |
| 1. Dezember 1890 1   | 996       |
| 1. Dezember 1900 1   | 1.091     |
| 1. Dezember 1910 1   | 1.379     |
| 16. Juni 1925 1      | 1.513     |
| 16. Juni 1933 1      | 1.640     |
| 17. Mai 1939 1       | 1.748     |
| 13. September 1950 1 | 2.373     |

| Jahr              | Einwohner |
| ----------------- | --------- |
| 6. Juni 1961 1    | 2.821     |
| 27. Mai 1970 1    | 3.875     |
| 31. Dezember 1980 | 4.518     |
| 25. Mai 1987 1    | 4.704     |
| 31. Dezember 1990 | 5.188     |
| 31. Dezember 1995 | 5.278     |
| 31. Dezember 2000 | 5.412     |
| 31. Dezember 2005 | 5.428     |
| 31. Dezember 2010 | 5.793     |
| 31. Dezember 2015 | 6.212     |
| 31. Dezember 2020 | 6.562     |

## Religionen
Seit der Reformation ist Benningen evangelisch geprägt. Auch heute gehört die Mehrzahl der Benninger der Gemeinde der Evangelischen Landeskirche an. Daneben sind auch die Evangelisch-methodistische Kirche und die Zeugen Jehovas im Ort vertreten. Für die geistliche Betreuung der katholischen und der neuapostolischen Einwohner sind die jeweiligen Gemeinden in Marbach am Neckar zuständig.

## Politik

### Gemeinderat
Der Gemeinderat in Benningen besteht aus den 14 gewählten ehrenamtlichen Gemeinderäten und dem Bürgermeister als Vorsitzendem. Der Bürgermeister ist im Gemeinderat stimmberechtigt.
Die Kommunalwahl am 9. Juni 2024 führte zu folgendem Ergebnis. 
| Parteien und Wählergemeinschaften | Parteien und Wählergemeinschaften           | % 2024  | Sitze 2024 | % 2019  | Sitze 2019 | Kommunalwahl 2024 %50403020100 40,92 %23,89 %18,22 %11,04 %5,93 % FWULBSPDGrüneCDUGewinne und Verlusteim Vergleich zu 2019 %p 25 20 15 10 5 0 −5−10−15−20−25−9,29 %p+23,89 %p−4,27 %p+11,04 %p−21,38 %pFWULBSPDGrüneCDU |
| FW                                | Freie Wählervereinigung Benningen           | 40,92   | 6          | 50,21   | 7          | Kommunalwahl 2024 %50403020100 40,92 %23,89 %18,22 %11,04 %5,93 % FWULBSPDGrüneCDUGewinne und Verlusteim Vergleich zu 2019 %p 25 20 15 10 5 0 −5−10−15−20−25−9,29 %p+23,89 %p−4,27 %p+11,04 %p−21,38 %pFWULBSPDGrüneCDU |
| ULB                               | Unabhängige Liste Benningen                 | 23,89   | 3          | –       | –          | Kommunalwahl 2024 %50403020100 40,92 %23,89 %18,22 %11,04 %5,93 % FWULBSPDGrüneCDUGewinne und Verlusteim Vergleich zu 2019 %p 25 20 15 10 5 0 −5−10−15−20−25−9,29 %p+23,89 %p−4,27 %p+11,04 %p−21,38 %pFWULBSPDGrüneCDU |
| SPD                               | Sozialdemokratische Partei Deutschlands     | 18,22   | 2          | 22,49   | 3          | Kommunalwahl 2024 %50403020100 40,92 %23,89 %18,22 %11,04 %5,93 % FWULBSPDGrüneCDUGewinne und Verlusteim Vergleich zu 2019 %p 25 20 15 10 5 0 −5−10−15−20−25−9,29 %p+23,89 %p−4,27 %p+11,04 %p−21,38 %pFWULBSPDGrüneCDU |
| GRÜNE                             | Bündnis 90/Die Grünen                       | 11,04   | 2          | –       | –          | Kommunalwahl 2024 %50403020100 40,92 %23,89 %18,22 %11,04 %5,93 % FWULBSPDGrüneCDUGewinne und Verlusteim Vergleich zu 2019 %p 25 20 15 10 5 0 −5−10−15−20−25−9,29 %p+23,89 %p−4,27 %p+11,04 %p−21,38 %pFWULBSPDGrüneCDU |
| CDU                               | Christlich Demokratische Union Deutschlands | 5,93    | 1          | 27,31   | 4          | Kommunalwahl 2024 %50403020100 40,92 %23,89 %18,22 %11,04 %5,93 % FWULBSPDGrüneCDUGewinne und Verlusteim Vergleich zu 2019 %p 25 20 15 10 5 0 −5−10−15−20−25−9,29 %p+23,89 %p−4,27 %p+11,04 %p−21,38 %pFWULBSPDGrüneCDU |
| gesamt                            | gesamt                                      | 100,0   | 14         | 100,0   | 14         | Kommunalwahl 2024 %50403020100 40,92 %23,89 %18,22 %11,04 %5,93 % FWULBSPDGrüneCDUGewinne und Verlusteim Vergleich zu 2019 %p 25 20 15 10 5 0 −5−10−15−20−25−9,29 %p+23,89 %p−4,27 %p+11,04 %p−21,38 %pFWULBSPDGrüneCDU |
| Wahlbeteiligung                   | Wahlbeteiligung                             | 68,47 % | 68,47 %    | 62,03 % | 62,03 %    | Kommunalwahl 2024 %50403020100 40,92 %23,89 %18,22 %11,04 %5,93 % FWULBSPDGrüneCDUGewinne und Verlusteim Vergleich zu 2019 %p 25 20 15 10 5 0 −5−10−15−20−25−9,29 %p+23,89 %p−4,27 %p+11,04 %p−21,38 %pFWULBSPDGrüneCDU |

### Bürgermeister
Bürgermeister ist seit 1999 Klaus Warthon. Er wurde 2007, 2015 und 2023 wiedergewählt.

### Wappen und Flagge
Das Gemeindewappen von Benningen zeigt in Gold zwei schräg gekreuzte schwarze Priorstäbe. Dieses Wappen wurde von der Gemeinde 1931 angenommen und von einem Marksteinzeichen aus dem Jahr 1677 abgeleitet. Es wird vermutet, dass dieses Zeichen auf das Stift Backnang hinweist, das in Benningen das Kirchenpatronat innehatte.
Am 20. Mai 1980 wurde Benningen am Neckar durch das Landratsamt Ludwigsburg eine Flagge in den Farben Schwarz-Gelb verliehen.

## Wirtschaft und Infrastruktur
Benningen ist ein Weinbauort, dessen Lagen zur Großlage Schalkstein im Bereich Württembergisch Unterland des Weinbaugebietes Württemberg gehören.

### Verkehr

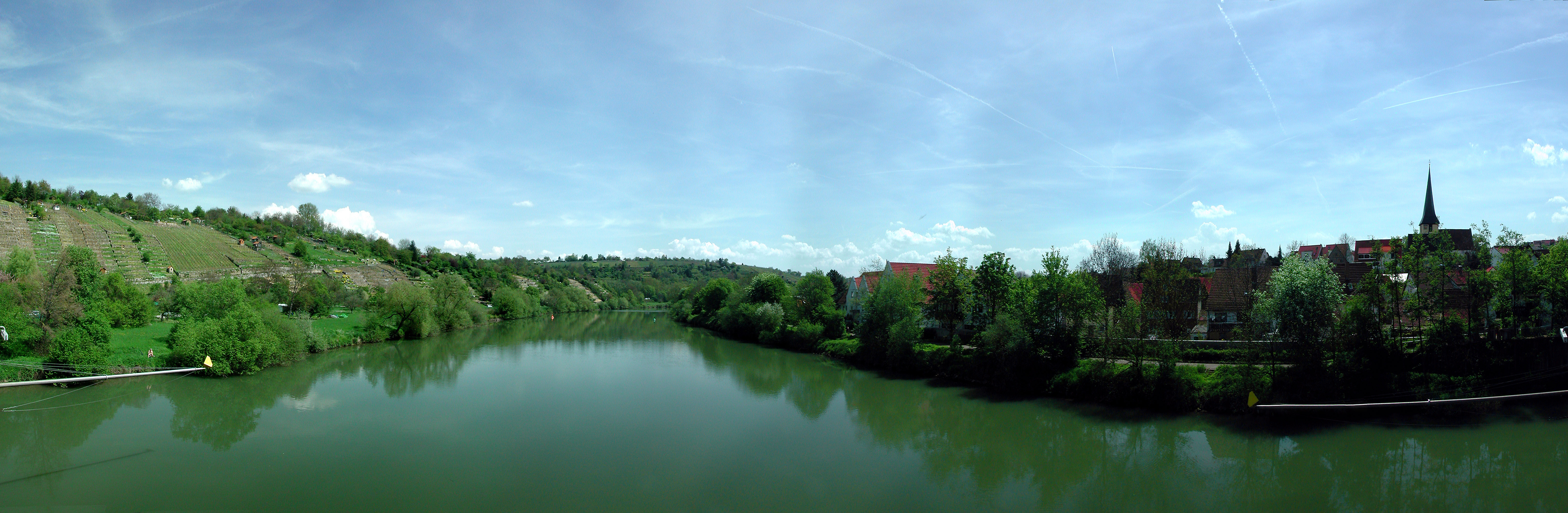
Blick von der Neckarbrücke bei Benningen (Neckar)

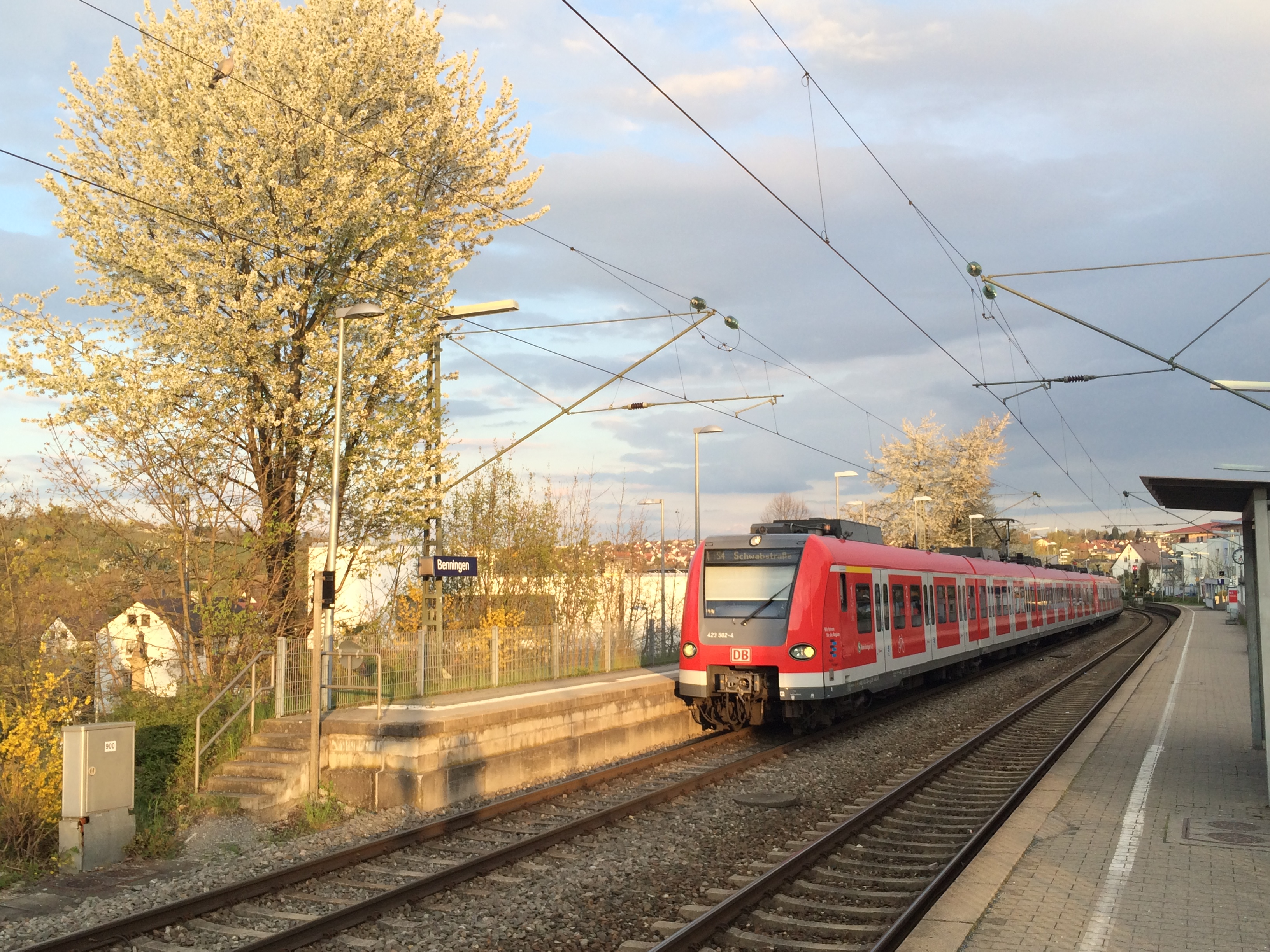
Bahnhof Benningen (Neckar)

Der Bahnhof Benningen liegt an der Bahnstrecke Backnang–Ludwigsburg und wird seit 1980 von der Linie S4 (Backnang–Marbach–Stuttgart Schwabstraße) der S-Bahn Stuttgart bedient. Die Züge der Linie S4 verkehren im Halbstundentakt in beide Richtungen, in den Hauptverkehrszeiten alle 15 Minuten.
Die Autobahn A 81 (Heilbronn–Stuttgart–Singen) ist mit der Anschlussstelle Pleidelsheim nur drei Kilometer entfernt.
Durch Benningen verläuft der Neckartal-Radweg, der als Landes-Radfernweg von Villingen-Schwenningen nach Mannheim führt. 
Der Stromberg-Murrtal-Radweg verläuft in Benningen auf derselben Strecke. Er führt von Karlsruhe nach Gaildorf und verbindet damit den Rheinradweg mit dem Kocher-Jagst-Radweg. Die beiden Radfernwege verbinden Benningen über Freiberg am Neckar mit Großingersheim und in der anderen Richtung mit Marbach.
Auch mit dem Schiff ist Benningen zu erreichen, die Neckar-Personenschifffahrt bedient die Anlegestelle Benningen.
Der internationale Flughafen Stuttgart befindet sich im etwa 50 km entfernten Leinfelden-Echterdingen.

### Bildungseinrichtungen
Benningen verfügt über eine eigene Grundschule. Der Besuch weiterführender Schulen ist in den Nachbarorten möglich. Außerdem gibt es einen kommunalen, drei kirchliche und zwei von der Gemeinde getragene Kindergärten.

### Ver- und Entsorgung
Das Strom- und Gasnetz in der Gemeinde wird von der Syna GmbH betrieben, einem Tochterunternehmen der Süwag Energie AG. Die Gemeinde Benningen bezieht ihr gesamtes Trinkwasser von der Bodensee-Wasserversorgung. Im Hochbehälter Biegeläcker erfolgt die Übergabe an die Wasserversorgung der Gemeinde. Von dort und über einen weiteren Hochbehälter in der Haydnstraße wird das Wasser in drei verschiedene Druckzonen verteilt. Der Zweckverband Gruppenklärwerk Häldenmühle ist zuständig für die Abwasserreinigung in Benningen sowie für Marbach, Steinheim, Murr, Großbottwar und Erdmannhausen. Die Abfallentsorgung wird von der Abfallverwertungsgesellschaft des Landkreises Ludwigsburg mbH (AVL) übernommen, einer 100%igen Tochtergesellschaft des Landkreises Ludwigsburg. Die AVL ist beauftragt, die Aufgaben zur Vermeidung, Verwertung und Beseitigung von Abfällen im Auftrag des Landkreises Ludwigsburg zu erfüllen.

## Kultur und Sehenswürdigkeiten

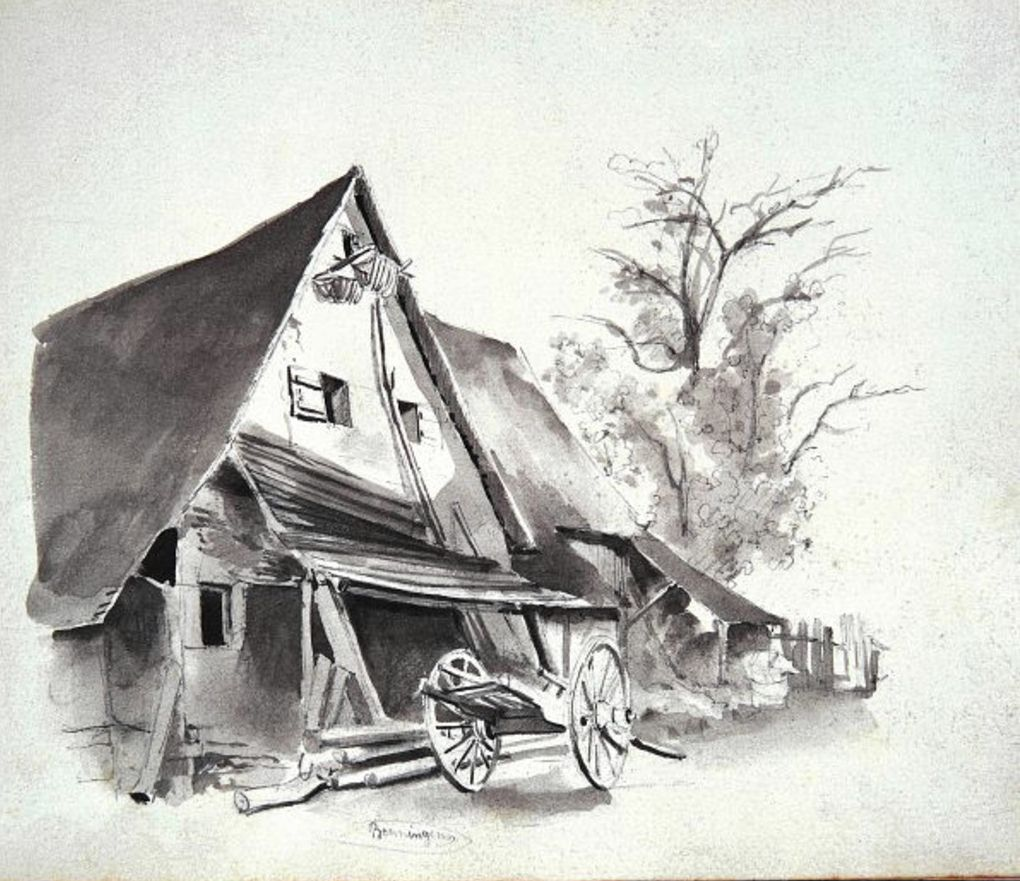
Altes Gehöft in Benningen am Neckar. Lavierte Zeichnung von General Eduard von Kallee vom Sommer 1838

Benningen liegt an der Württemberger Weinstraße und an zwei Landesfernradwegen, dem Neckartal-Radweg und dem Stromberg-Murrtal-Weg. Im evangelischen Pfarrhaus der Annakirche wurde der Altphilologe August Friedrich Pauly geboren. Am Haus befindet sich eine Gedenktafel.

### Sport
Die Fußballer des TSV Benningen spielten in den 1960er Jahren einige Spielzeiten in der 1. Amateurliga Nord-Württemberg, der damals höchsten deutschen Amateurliga. In dieser Zeit spielten für die Benninger Mannschaft unter anderem die später zum VfB Stuttgart wechselnden Rudi und Willi Entenmann.
Die Abteilung Ringen des TSV 1899 Benningen wurde nach mehreren erfolgreichen Jahren in der 2. Bundesliga in die Verbandsliga strafversetzt.

### Museen
Im neuen Rathaus in der Nähe der S-Bahn-Station befindet sich ein Römermuseum, daneben eine Freilichtanlage mit einer Nachbildung der Jupitergigantensäule von Walheim und dem Teilstück einer Römerstraße. Der Gasthof zum Adler beherbergt ein Heimatmuseum.

## Söhne und Töchter der Gemeinde
- 1796, 9. Mai, August Friedrich Pauly, † 2. Mai 1845 in Stuttgart, Altphilologe und Herausgeber
- 1852, 21. Januar, Gottlieb Storz, † 24. Oktober 1939 in Omaha (Nebraska, USA), Brauer und Unternehmer
- 1943, 25. September, Willi Entenmann, † 3. Januar 2012 in Garmisch-Partenkirchen, Fußballspieler (VfB Stuttgart) und -trainer